# Vigselförrättare
Vigselförrättare är i Sverige en person med befogenhet att förrätta juridiskt giltiga äktenskap. För att en vigsel ska vara juridiskt giltig krävs att den förrättas av en behörig vigselförrättare.

## Borgerliga vigselförrättare
En borgerlig vigselförrättare utses av länsstyrelsen. En förrättare har rätt till ersättning för sitt arbete. 110 kronor utbetalas för ett uppdrag. Vid flera förrättningar på samma dag utgår ersättning med 30 kronor för varje ceremoni efter den första.
På många svenska ambassader eller Generalkonsulat finns borgerliga vigselförrättare, som gör det möjligt att ingå äktenskap enligt svensk lag även utanför Sveriges gränser.
Fram till den 1 maj 2009 hade även en lagfaren domare vigselrätt. Detta togs bort i och med införandet av en ny könsneutral äktenskapslagstiftning.

## Vigselförrättare inom trossamfund
Ett trossamfund som har fått vigselrätt av Kammarkollegiet kan ansöka om att en präst eller någon annan befattningshavare inom trossamfundet förordnas till vigselförrättare.
För att få bli vigselförrättare måste man ha nödvändiga kunskaper för uppdraget. Vigselförrättaren ska till exempel kunna den svenska lagstiftningens bestämmelser om hur en vigsel ska gå till, ordningen för vigseln, hindersprövning, kontroll av hindersbevis och underrättelse till Skatteverket. 
Om en vigselförrättare inte längre har nödvändiga kunskaper eller om han eller hon missköter sitt uppdrag är Kammarkollegiet skyldigt att återkalla tillståndet att förrätta vigsel. Om trossamfundet därefter bedömer att personen har skaffat sig nödvändiga kunskaper kan trossamfundet på nytt ansöka om vigselrätt för personen.